# Gravity (álbum de Our Lady Peace)
| Críticas profissionais | Críticas profissionais |
| Avaliações da crítica  | Avaliações da crítica  |
| Fonte                  | Avaliação              |
| ---------------------- | ---------------------- |
| allmusic               | link                   |

Gravity é o quinto álbum de estúdio da banda Our Lady Peace, lançado em junho de 2002.

## Faixas
Todas as letras escritas por Raine Maida; toda a música escrita por Our Lady Peace.
1. "All For You" (Maida/Taggart/Coutts/[Jamie] Edwards/Turner) — 4:14
2. "Do You Like It" (Maida) — 3:58
3. "Somewhere Out There" (Maida) — 4:11
4. "Innocent" (Maida) — 3:42
5. "Made of Steel" (Maida) — 3:41
6. "Not Enough" ( Maida) — 4:33
7. "Sell My Soul" (Maida) — 4:20
8. "Sorry" (Maida) — 3:18
9. "Bring Back the Sun" (Maida/Taggart/Coutts/Edwards/Turner) — 5:11
10. "A Story About a Girl" (Maida/Taggart/Coutts/Edwards/Turner) — 4:18

## Desempenho nas paradas musicais
| Parada musical (2002)                | Posição |
| ------------------------------------ | ------- |
| Estados Unidos - Billboard 200       | 9       |
| Estados Unidos - Top Internet Albums | 9       |
| Canadá - Canadian Albums Chart       | 2       |

## Créditos
- Duncan Coutts — Baixo
- Jamie Edwards — Teclados, guitarra
- Raine Maida — Vocal
- Steve Mazur — Guitarra
- Jeremy Taggart — Bateria
- Mike Turner — Guitarra rítmica em "Innocent", "Sorry" e "Bring Back the Sun"